# Sisson Township
Sisson Township est un ancien township du comté de Howell, situé dans le sud du Missouri, aux États-Unis,, à la frontière avec le Tennessee.
Créé avant 1873, il est nommé en mémoire d'un colon qui y possédait, avant la guerre de Sécession, une ferme et des esclaves. La famille était originaire du Tennessee.

## Source de la traduction
- (en) Cet article est partiellement ou en totalité issu de l’article de Wikipédia en anglais intitulé « Sisson Township, Howell County, Missouri » (voir la liste des auteurs).